# Emmanuel Martinez
Pour les articles homonymes, voir Martinez.
 (avril 2014).
Si vous disposez d'ouvrages ou d'articles de référence ou si vous connaissez des sites web de qualité traitant du thème abordé ici, merci de compléter l'article en donnant les références utiles à sa vérifiabilité et en les liant à la section « Notes et références ».
 (décembre 2014).
 (septembre 2016).
- Si vous ne connaissez pas le sujet, laissez ce bandeau (vous pouvez alors contacter les auteurs).
- Si vous supprimez le contenu mis en cause (vous pouvez préalablement contacter les auteurs),

argumentez précisément cette suppression dans la page de discussion
(un manque de référence n'est pas un argument ; une recherche réelle de référence doit avoir été effectuée, être formellement documentée).
Emmanuel Martinez (Emmanuel Michele Martinez) (1er janvier 1882 - 15 octobre 1973) est un dirigeant italien d'hôtels de luxe, et fondateur de l'Hôtel Martinez sur la Croisette à Cannes en 1927.

## Biographie

### Origines et famille
Emmanuel Michele Martinez nait le 1er janvier 1882 à Palerme en Italie, fils aîné du baron italien Giovanni Martinez et de Giuseppa Labiso Costanza, issue d'une ancienne famille noble d'origine espagnole.
Il se marie à Paris à la mairie du XVIIe arrondissement avec Marie Maldiney le 6 avril 1909.
Dans les années 1920, il rencontre à l'hôtel Carlton de Paris dont il est devenu le président du conseil d'administration, Emma Digard (Le Havre 1890- Paris 1977), une riche héritière qui deviendra sa maîtresse et sa plus proche confidente (plus de deux cents lettres originales, de la correspondance d'Emmanuel et Emma, existent encore de nos jours). Celle-ci adoptera d'ailleurs la fille unique d'Emmanuel Martinez, Suzanne, née d'une relation qu'il a eue avec l'une de ses employées.

### Directeur d'hôtels de luxe
1909, Martinez commence sa carrière à Londres. Il est directeur du Piccadilly Hôtel (aujourd'hui, Hôtell Méridien sur Oxford Street).
1913, Henry Ruhl, propriétaire de l'hôtel Ruhl à Nice, lui confie la direction de l'hôtel Ruhl à Vichy en Auvergne.
2 août 1914 - Mobilisation.Témoignage de Martinez: "Quand la Mobilisation fut décrétée, les Administrateurs de l'hôtel quittèrent Vichy précipitamment, en emportant la caisse."  L'hôtel est réquisitionné le 29 août. Pendant la durée de la guerre, Martinez fait installer un hôpital auxiliaire dans l'hôtel. Les blessés de guerre et les gueules cassées y sont soignés. Il fait de même à Cannes.
1915, Pierre Bermond, administrateur de l'hôtel Ruhl et des Anglais à Nice, choisit Emmanuel Martinez pour la gestion du Ruhl. .
1917, Martinez signe un bail à loyer de 40 ans, avec la Sté Immobilière de la Méditerranée, pour des immeubles connus sous le nom de "Cercle de la Méditerranée". Bail renouvelé en 1920 et 1922 avec Alfred Donadei, homme politique et propriétaire de palaces à Nice.
Mème année, Martinez avec Jules Schreter, de Paris,créent : société en commandite simple, "Sté Martinez et Cie". gérante de l'hôtel Savoy de Nice.
Juillet 1917, Tribunal de Commerce, Nice. "Déclaration: Emmanuel Martinez, hôtelier, demeurant à Nice, 3 rue Halévy, déclare prendre pour titre pour mon Hôtel, Restaurant, Grill room, Thé, Bar, que je me propose d'installer dans les locaux de l'ancien Cercle de la Méditerranée, Nice, dont je suis le propriétaire, celui de "Savoy". Je déclare m'en réserver en outre l'exclusivité. Je me réserve également le nom de "Savoie" qu'est la traduction en français du titre "Savoy".
Juillet 1917. Journal L'Éclaireur Nice": "M. Martinez, qui vient de quitter la direction du Ruhl, à Nice, va ouvrir un établissement de thé, au "Savoy", avec la clientèle choisie qui est la sienne."
Juin 1923. Casino Municipal. Le Tréport. M. H.Potié, directeur. à M. Martinez, directeur général du Carlton Hôtel, Champs-Élysées, Paris. "...Il espère que M. Martinez sera intéressé par l'affaire des "Terrasses". Cette affaire est susceptible de devenir très intéressante, dirigée avec la compétence que vous possédez dans ce genre d'exploitation."
Décembre 1923. "La Riviera Hôtelière et Touristique"  Article " Chambre Syndicale des Hôteliers." ... Administrateurs-Conseil: Martinez (Hôtels Ruhl, Savoy, France, Royal.)
Le 23 juin 1924. M. Ch. Palméro, Architecte, Nice, à M. Martinez, Propriétaire du Carlton, Paris. Concerne "l'Hôtel Royal à Beaulieu". "Palméro lui dit qu'à 700,000 frs ce serait une bonne affaire, surtout entre vos mains. ... Il est à son entière disposition à 350,000 frs chacun. ..."
Le 27 février 1925. Martinez charge Schreter & Bermond de négocier avec M. J. Mercier, à Lausanne (Suisse), la vente à son profit d'un immeuble situé à Nice 45 Promenade des Anglais.
De 1920 à 1927, Martinez est directeur-général des plus grands palaces de Nice : l'hôtel Ruhl, l'hôtel Royal, l'hôtel France, l'hôtel Savoy et l'hôtel Impérial et dirige également la restauration du casino municipal de Nice, l'hôtel Westminster de la rue de la Paix à Paris et le Grand Hôtel de Cabourg.
Les publicités sur les hôtels Ruhl et Savoy inondent les journaux et les magazines de l'époque : L'Eclaireur de Nice - édition anglaise, le Guide Illustré de la Côte d'Azur; Stations Estivales & Excursions Alpestres, Hôtels & Pensions de la Côte d'Azur, édition anglaise pour les États-Unis et l'Angleterre.
Août 1926. Hôtel Royal, Dieppe. M. H. Trub(?) à M. Martinez, Hôtel Carlton, Champs-Élysées, Paris. Confidentiel. " Vous écris confidentiellement. Notre société a l'intention de vendre ou de louer, pour une durée de 21 ans, l'hôtel Royal à Dieppe. Est-ce que cela vous intéresserait ?"
6 mai 1927: Comité d'Organisation du Gala de la Reconnaissance - en faveur des "Gueules Cassées 14-18". Le Président, Colonel Picot, remercie M. Martinez pour son grand support. Grâce à lui, ils ont obtenu 200,000 Frs au gala de Nice.
Le 12 novembre 1927. Le Secrétaire-Général de la "Société des Courses de Cannes" vient solliciter Martinez. S'il accepte d'offrir une subvention d'au moins 10,000 Frs pour le prochain meeting, la Sté des Courses serait prête à l'affecter à un prix de 20,000 Frs qui porterait le titre de "Prix de l'Hôtel Martinez".
De 1921 à 1929, Martinez est nommé administrateur délégué, puis président du conseil d'administration de l'hôtel Carlton de Paris sur l'avenue des Champs-Élysées où il créera son célèbre Café Anglais (l'hôtel devient plus tard la vitrine d'Air France, puis Nespresso).

### Fondation de l'Hôtel Martinez à Cannes, en 1927
Fort de l'énorme crédit du nom « Martinez » dans le monde international de l'hôtellerie de luxe, depuis le début du siècle, Emmanuel Martinez décide de construire son propre palace sur la Côte d'Azur. Le 27 avril 1927, les statuts de la « Société des Grands Hôtels de Cannes » sont déposés chez Maître Félix Gazagnaires, notaire à Cannes. L'objet de la société  est : « art.3. La construction, la mise en valeur et l'exploitation d'un Hôtel-Restaurant de grand luxe, sis à Cannes, Boulevard de la Croisette. » Martinez en est majoritaire avec 3300 actions sur 5000. Secrétaire-Général de la nouvelle société, il recrute Marius Bertagna, ancien secrétaire particulier d'Alfred Donadei.
Le 22 septembre 1927, il achète sur la Croisette à Cannes, la « Villa Marie-Thérèse », alors propriété d'Alphonse de Bourbon. Le 17 septembre 1927, Martinez dépose sa demande de permis de construire à la mairie de Cannes, accompagnée de sept plans. Il prend l'architecte niçois Charles Palméro de Nice, avec ses collaborateurs Mayer et Morillon. Puis il confie la construction de l'hôtel à un entrepreneur de Marseille : la Sté D'Anella et Frères, qui a gagné l'appel d'offres.
Les fournisseurs sont : pour la fondation - la Sté des Pieux Franki (490 pieux de 9 à 10 mètres supportant chacun 95 tonnes !) ; pour les fours alimentaires : les établissements Sablyet ; pour les fours alimentaires : Porcher de Paris; pour les installations sanitaires : Frigorine, Paris. Encore d'autres fournisseurs : Tosy-Dujardin, Lille ; Guerin-Pouyat-Elite, Paris ; La Centrale Linière, Paris.
Martinez confie la totalité de l'ameublement du nouvel hôtel à la Maison Waring & Gillow de Londres.
Le 13 janvier 1928. Ministère du Travail. Administration de la Mutualité et de la Prévoyance Sociale. Pour le Ministre. à M. Grinda, Député. "... Je m'empresse de vous faire savoir qu'une Médaile de bronze vient de lui (nda. Martinez) être accordée."
Le 18 juin 1928. Farman Automobiles, Billancourt, Seine. Le Chef du Service Commercial.Division Voitures, à l'Hôtel Carlton, 110 Champs-Élysées. Paris. "Connaissant la Clientèle Sélecte qui fréquente votre Maison, nous nous permettons de vous adresser une documentation concernant notre fabrication..."
Le 8 novembre 1928. "Comité des Régates Internationales de Cannes" à M. Martinez, Hôtel Martinez, Cannes. "M. Lapeyrous-Vaucresson escompte que M. Martinez participera au gros effort pour intensifier les Régates de Cannes."
Le 13 février 1929. Le Ministre du Commerce et de l'Industrie à Monsieur le Ministre des Affaires Étrangères. " ... Je ne verrai, en définitive, aucun inconvénient à ce qu'une suite favorable soit réservée à la proposition de nomination au grade de Chevalier de la Légion d'honneur dont M. Martinez se trouve être l'objet."
Le 20 février 1929, Emmanuel Martinez ouvre son nouvel établissement au Gotha du monde entier. Deux étages seulement, dus à des retards dans la livraison de l'entrepreneur.
Dès l'ouverture, le Prince de Galles y loue une suite à l'année. Puis ce sont des Maharadjahs qui se disputent la plus belle suite : le Prince de Kapurthala du Penjab et celui de Raj-pee'pla du Goujarat ; chacun demandant un étage entier pour leur suite.
À l'occasion de l'ouverture de l'hôtel, Martinez sort un livre Les 5 Capitales destiné à la vente, pour le plaisir de sa clientèle de luxe. Y sont décrites les villes de Berlin, Londres, Rome, Paris ... et Cannes. Il y a des photos couleur du hall, du bar, du restaurant, du grill room, de la salle des fêtes, d'un salon, d'une chambre. Le tout est accompagné de jolies aquarelles de la Côte d'Azur. Le livre est protégé par un maroquin en cuir brun, avec imprimé en lettres d'or : Hôtel Martinez, en dessous des armoiries Martinez.
Le 28 février 1929. Hôtel Martinez. Salle des fêtes : Grand Gala des Ailes (de France).
Avec le krach de la bourse de New York, les 24 et 29 octobre 1929, la riche clientèle anglo-saxonne déserte la Côte d'Azur pendant quelques années.
Le 15 décembre 1930, assemblée générale de la société des Grands Hôtels de Cannes. Martinez fait écrire sur le compte rendu : " M. Martinez demande qu'il soit, une fois pour toutes, établi qu'il n'a jamais cédé ni vendu son nom pour la dénomination de l'hôtel, et qu'il entend en cas de déconfiture de l'hôtel récupérer ses droits sur son nom."
5 juin 1931, Dépôt des statuts de la "Sté Fermière de l'Hôtel Martinez à Cannes", chez Me J, Bourdel. Notaire à Paris. La gestion de l'hôtel Martinez étant dans une passe difficile, Martinez créé cette société à qui il loue les biens de la Sté des Grands Hôtels de Cannes.
Exposition internationale de Paris, 1937. Martinez ouvre un restaurant de luxe, "Le Roi Georges", Cours Albert Ier, Quai de la Conférence.
Le 19 mai 1937. "L'Entraide des femmes françaises", Paris. La Présidente Fondatrice, Mme Thalheimer à M. Martinez, Hôtel Lotti, rue Castiglione, Paris. "... prier de me donner un rendez-vous afin que nous nous mettions d'accord pour organiser le dîner des "Trois Cents", dans votre restaurant de luxe Parc des attractions.... L'Intransigent a besoin de commencer sans retard sa campagne de presse ..."
Le 24 mai 1937. Martinez répond a Mme Thalheimer. Il lui décrit l'établissement de luxe : " "Le restaurant est placé dans l'axe des Fontaines Lumineuses, les plus importantes du monde. Et le clavier permettant de les faire fonctionner se trouve à l'intérieur du restaurant de luxe. Il peut contenir plus de 500 personnes confortablement installées. Dans la partie inférieure une salle entièrement couverte, et dans une péniche sur la Seine permettant d'y installer 1500 personnes pour consommer. Le spectacle dont jouissent ces locaux est absolument féérique, en dehors des Fontaines Lumineuses 
qui constituent la principale attraction. ... Le restaurant communique avec le Palais de la Femme par une passerelle. Des Thés dansant auront lieu de 4h à 7h, avec des attractions et des Orchestres inégalables. ..."
Le 25 mai 1937. "Mondanités. La Revue de la Société Française. Le Directeur des Mondanités, Secrétaire Général du Gardénia, le Comte de Realcamp à M. Martinez, Hôtel Lotti. Paris. " Nous vous confirmons notre accord verbal concernant l'organisation d'un Dîner de Gala du Gardénia, à l'occasion de l'inauguration de votre restaurant "Roi Georges". c'est-à-dire le lendemain du vernissage."
Le 25 octobre 1937. Tabarin Casino Variety. Nice. M. Melat (?) à M. Martinez, Restaurant du Roi Georges, Cours Albert Ier, Paris. Personnelle et Confidentielle. "Baudoin voudrait vendre son auberge "La Bonne Auberge" sur la route de Nice-Antibes. Il en demande 750 000 frs. Il vous donne tout : le terrain, l'immeuble, tout le matériel meublant, la verrerie, l'argenterie. Cuisine richement installée. etc., etc., ... Si vous pouvez trouver un acheteur à ce prix et prendre l'affaire en gérance ... Je reste le Roi des Racolleurs et je saurai vous emmener du monde chic."

### Seconde Guerre mondiale
Durant la Seconde Guerre mondiale, le palace est réquisitionné et occupé tour à tour par l'Armée française, puis l'Armée italienne (Commission d'armistice, dirigée par le neveu du Maréchal Badoglio), et enfin la Wehrmacht après l'occupation de la zone libre en 1942.
Malgré l'occupation de son hôtel, et durant cette période trouble, Emmanuel Martinez marie sa fille unique à l'un des membres d'un réseau d'évasion pour les aviateurs alliés et autres personnes en danger sur le territoire francais. Plusieurs familles juives sont également cachées dans les caves du Martinez en attendant que le gendre d'Emmanuel organise leur fuite.
Après le débarquement de Provence et la libération de cette partie de la France en 1944, l'hôtel est occupé par l'United States Army Air Forces, dont le général Doolittle.

### Poursuites après la Libération
À la Libération, Emmanuel Martinez est accusé d'avoir vendu toutes ses actions de la Société des Grands Hôtels de Cannes à celui que la presse appelle alors l'« Empereur du marché noir », Mandel Szkolnikoff dit « Monsieur Michel ». Cet affairiste, bien que considéré durant l'Occupation comme « juif apatride » (né en Biélorussie, il a vécu en Pologne, en Belgique avant de s'installer en France dans les années 1930), a accumulé une fortune considérable en revendant du textile et d'autres biens à la Kriegsmarine puis aux SS durant la guerre. Il a massivement investi cette fortune dans l'immobilier (plus d'une cinquantaine d'immeubles dans le quartier des Champs-Élysées) et dans des hôtels de luxe, principalement sur la côte d'Azur sans qu'il soit très clair s'il investissait pour lui, pour des intérêts particuliers allemands ou les deux.
Emmanuel Martinez se sentant menacé se réfugie en Italie.
Après avoir évité d'être assassiné à Milan par un groupe de partisans français déguisés en soldats américains, puis être resté deux jours en prison à cause d'officiers français, Martinez se rend à Rome. Là, il obtient la protection des Américains et celle d'une femme, grande résistante italienne. Ruiné et obligé de travailler, il parvient à joindre Londres, retrouve ses anciens associés de "Letheby & Christopher (Exibitions) Ltd." (une société de traiteurs de luxe). Il était déjà en affaire avec eux, avant la guerre, en 1939. Il recommence à vivre, petit à petit, modestement.
Fin 1944, il est condamné en France pour collaboration et son hôtel mis sous séquestre par le comité départemental de confiscation des profits illicites. La gestion de l'hôtel passe alors entre les mains des Domaines. Cela sera le début de l'"affaire du Martinez" : Emmanuel Martinez, ainsi que ses deux sociétés sont condamnées (en dernier rang !) en solidarité de la condamnation de Michel Szkolnikoff, à une confiscation et une amende d'un total de 3,9 milliards francs, augmentée d'intérêts moratoires à raison de 1 % par mois. Une dette perpétuelle, par le mécanisme des intérêts moratoires, est alors mise en place par le ministère des finances.
En effet, c'est l'État (Trésor Public des Alpes Maritimes) qui gère l'hôtel et donc doit verser à l'État (Trésor Public du 16e arrondissement de Paris) les bénéfices récoltés par la gestion de l'hôtel. Cependant, ces versements étant très rares (aucun versement durant 17 ans et peu de versements par la suite), la dette Szkolnikoff, due au Trésor Public à Paris, reste donc impayée mais est imputée toutefois de 1 % par mois. C'est comme cela qu'est organisée la dette perpétuelle (voir enquête de la Brigade Financière Française établie pour l'affaire Martinez 2011)

### Acquittement et début des procédures pour récupérer l'hôtel
Réfugié à Londres, il se présente - libre et sans fers - devant la Haute Cour de Justice de Lyon, en 1949. Il est acquitté de collaboration avec l'ennemi. Plusieurs témoignages démontrant qu'il a aidé des Britanniques, des Résistants et des juifs à échapper aux Allemands. Mais son hôtel reste confisqué. Le Martinez ne lui sera pas rendu malgré 28 ans de procédures contre l’État, faute de l'accusation qui persiste « d'avoir vendu son hôtel, pendant la guerre, à l'un des plus grands collaborateurs, avec les nazis, de l'époque ».

### Disparition
Emmanuel Martinez meurt le 15 octobre 1973 à Gênes en Italie, à l'âge de 91 ans, ruiné, après 28 années de procédures judiciaires et sans avoir récupéré son hôtel.

## Décorations
- Chevalier de la Couronne d'Italie ;
- Chevalier de la Couronne de Serbie, (Première Classe.21 octobre 1923) ;
- Ordre équestre du Saint-Sépulcre de Jérusalem ;
- Médaille de Bronze de la Prévoyance Sociale ;
- Médaille de l'Œuvre de l'orphelinat des Médaillés militaires.

## Affaire du Martinez: procédures judiciaires et administratives[9]
Le 18 septembre 1944, Bertagna devant le procureur du Tribunal de Grasse, témoigne que : "M. Martinez, actuellement en fuite, est propriétaire d'actions de la Sté des Grands Hôtels de Cannes et de la Sté Fermière de l'hôtel Martinez de Cannes, de créances, d'objets mobilier, etc."
Le 8 novembre 1944, fort de cette déclaration, les biens, droits et intérêts appartenant à "l'étranger, susnommé Emmanuel Martinez" sont mis sous séquestre par le président du Tribunal civil de Grasse, M. Valeton. Tous les deux, le Président du Tribunal et le Procureur de Grasse, mentionnent la déclaration de Bertagna dans le jugement.
Le 18 novembre 1944, l'hôtel Martinez est séquestré par ce même tribunal, à la suite des nouvelles lois sur les Profits Illicites. Il est donné à gérer à l'Administration des Domaines.
15 décembre 1944, le Comité de confiscation de profits illicites de la Seine, demande la mise sous séquestre des biens de la Sté des Grands Hôtels de Cannes.
28 décembre 1944, le Procureur de la République, M. Mouton, près le tribunal civil de Grasse demande au même Valeton de mettre les biens de la S.G.H.C. sous séquestre. Extrait de l'ordonnance : " ... L'enquête effectuée par les services financiers du département de la Seine a établi les faits que la société dont il s'agit (SGHC) est contrôlée APPAREMMENT par un groupe de quatre sociétés immobilières monégasques, elles-mêmes contrôlées, administrées et dirigées par M. Szkolnikoff.
Le 11 juillet 1945, à la Cour de Justice de Grasse, Affaire Martinez / Relations avec l'ennemi.
Extraits condamnation : "Question - Martinez est-il coupable de crimes de Relations avec l'ennemi ?
Réponse : OUI, à la majorité. (4 jurés et 1 Président)
Condamnation: 20 ans de travaux forcés ; Dégradation nationale ; 20 ans d'interdiction de séjour.
À noter que cet acte de condamnation est rédigé à la main.
Le 20 novembre 1945, le Président du tribunal de Monaco, met les biens, droits et intérêts d'Emmanuel Martinez sous séquetre.
Le 9 mai 1947, Emmanuel Martinez est déclaré solidaire du sieur Szkolnikoff par décision du Conseil Supérieur des Profits illicites.
Cependant, Emmanuel Martinez se trouve, à cet instant, condamné avec un mort. En effet, d'après une note de la D.T.R (services secrets français en Espagne) en date du 15 juin 1945, classée TRES SECRET, "Dans la nuit du 9 au 10 juin, Michel Szkolnikoff a été assassiné. Son corps, à moitié calciné, a été retrouvé par la police espagnole .... De l'enquête menée par la poste, les faits peuvent se reconstituer de la façon suivante : "Le Colonel Olivier a envoyé sur la frontière franco-espagnole, Dionne, avec mission de mettre en place une équipe capable soit d'enlever, soit de faire disparaitre certains individus jugés dangereux ou indésirables. Pour accomplir cette mission, Dionne a fait passer en territoire espagnol quatre individus, anciens repris de justice et les a mis sous les ordres de Patrick O'Lery (sous son vrai nom Robert Leycuras)... Dès l'arrivée dans cette villa, Patrick O'Lery, qui dinait chez bernard Boyriven, a été avisé de la réussite de l'opération et s'est rendu, en compagnie de ce dernier, sur les lieux. En arrivant à la villa, on lui a rendu compte que Michel Szkolnikoff venait de mourir. Les quatre individus, affolés, ont parlé alors d'aller abandonner son corps aux environs immédiats de Madrid ..."
Le chef du gouvernement provisoire est alors immédiatement prévenu par télégramme de la réussite de la mission.
Le 2 mars 1949. Ministère de Finances. Service des Domaines. Requête à M. le Président du Tribunal Civil de Grasse. « ... Attendu que si l'autorisation ainsi prévue n'a pas été sollicitée pour l'exploitation de l'hôtel Martinez dès le retour à son fonctionnement normal, c'est par suite d'un oubli matériel. »
Le 18 mai 1949, Martinez arrive à l'aéroport du Bourget, en provenance de Londres. Roland Moronval, Principal de Police, lui notifie son mandat d'arrêt en date du 30 décembre 1944. Il reconnaît être Emmanuel Martinez et signe le mandat. Tous deux partent de suite, ensemble, en voiture, en direction de Lyon. Le Commissaire du Gouvernement les y attends. Martinez est venu en France, et apparaîtra le lendemain devant le Juge, « libre et sans fer ».
Le 19 mai 1949, il est acquitté, par la Haute Cour de Justice de Lyon, à la majorité des voix, de l'accusation de « collaboration avec l'ennemi nazi » grâce en partie à une trentaine de Français, d'Anglais et d'Israélites dont il avait sauvé la vie, soit en les cachant au Martinez, soit en leur permettant d'échapper au nazi et ce au péril de sa vie. Parmi les témoignages, ceux de M. Gendre, directeur du Grand Hôtel, Cannes, de M. Léotard, secrétaire général de la Mairie de Cannes, de M. Lagoutte, Résistance de l'Intelligence Service, de M. Pigrenet, docteur à Cannes, du Chanoine Morello de Cannes, du docteur Péan et de Roger Stora, receveur des Finances à Grasse.
Le 31 mai 1949, l'Administration des Domaines obtint du Tribunal de Grasse que la vente du « Martinez » ait lieu le 26 juillet 1949.
Le 11 juin 1949, Martinez fait constater par huissier, Me Paul Karle, Paris, qu'il est toujours en possession de 50,000 actions au porteur de la Sté des Grands Hôtels de Cannes.
13 juillet 1949. Martinez, devant le T.G.I. de Grasse, s'oppose à ce qu'un futur acquéreur de l'hôtel Martinez puisse utiliser son propre nom comme enseigne sur l'hôtel. Le juge ordonne l'insertion des deux "dires" dans le cahier des charges de la vente de l'hôtel, demandés par Martinez et la S.G.H.C. : "Le sieur Martinez entend faire défense absolue de se servir de son nom patronymique, à tout acquéreur éventuel des biens mis en vente..." (Ce même dire disparaîtra du cahier des charges pour la vente de 1980.)
Le 26 juillet 1949, le Tribunal de Grasse sursoit à la décision de vente de l'hôtel Martinez.
Le 30 décembre 1952, le Comité de Confiscation des Profits Illicites rejette la requête de Martinez.
21 janvier 1956. Martinez défend son honneur, devant la Justice britannique, contre le tabloïd Evening Standard, et obtient un droit de réponse.
Le 22 août 1963. Courrier : Le Directeur des Domaines de la Seine à Madame Olga Kazakevic, Nice. Elle est l'unique nièce de Szkolnikoff, couchée sur son testament fait à Monaco. "... Les actions des hôtels Ruhl et Martinez ne sont pas comprises dans les valeurs de l'hédité restant à aliéner pour le motif que M. Szkolnikoff ne détenait, d'après les documents sociaux, aucune participation dans les entreprises de ces établissements. Aussi bien la liquidation de ces actions n'intéresse-t-elle pas le patrimoine du de cujus.
- l'Inspecteur Principal, Directeur adjoint. signé : L. Camparic.
Le 8 septembre 1967. Plainte contre Martinez, pour chef de recel des parts de la Sté des Grands Hôtels de Cannes, par M. Gessel Szkolnikoff, frère de Michel, qui aboutit à un non lieu,
Le 27 septembre 1968. Rapport des Services fiscaux : "Confiscation et séquestre Szkolnikoff- situation générale." Sommes dues au Trésor : 19 040 000 NF au titre confiscation ; 20 000 000 NF au titre de l'amende; 93 864 21,66NF au titre intérêts moratoires arrêtés le 9 mai 1968.
Le 14 novembre 1969, le magistrat instructeur clos son information par un non lieu, contre le procédure du frère de M. Szkolnikoff qui avait attaqué contre X. Aucun document n'établit formellement que M. Michel Szkolnikoff était propriétaire de la quasi-totalité des actions de la Sté des Grands Hôtels de Cannes. La preuve de la vente des actions par Martinez à Szkolnikoff n'est pas rapportée.
Le 18 novembre 1973 - 33 jours après le décès de Martinez -, les Domaines, après autorisation du ministre des Finances, dépensent 1,6 million de travaux pour refaire : la salle de conférence, des bureaux, des vestiaires, plafond du restaurant, aménagement de 2 salons de TV, peinture sur murs galerie, rénovation de 36 chambres et salles de bain, faïence et papier peint dans 50 salles de bains, meubles anglais, 8 chaudières doubles et pupitres électroniques, 4 nouvelles portes d'élévateurs.
Le 3 janvier 1974. M. M. Bertagna, directeur de l'hôtel Martinez, depuis son séquestre, et mis en place par l'Administration des Domaines de Nice, écrit son dernier rapport à M. le Directeur des Services fiscaux de Nice. (v. Commission Rogatoire.)
Le 19 février 1974. Le nouveau directeur de l'hôtel Martinez, M. M. Dissat, écrit un rapport « assassin » sur la gestion de l'hôtel de son prédécesseur. Il le fait parvenir à M. le Directeur des Services fiscaux des Alpes-Maritimes. "J'ai eu l'impression de rentrer dans une entreprise qui n'était plus dirigée depuis longtemps. Dans son ensemble l'hôtel est mal entretenu ... Les travaux de modernisation ont été réalisés sans jamais se préoccuper des nouvelles normes hôtelières, ni ce qui est plus grave des normes de sécurité. ..." (v. Commission Rogatoire.)
Le 27 février 1974, les Domaines passent un contrat d'assistance commerciale et technique avec la Société des Hôtels Concorde pour gérer le Martinez. (contrat signé pour la société Concorde, par M. J. Descamps, directeur général ; et pour les Domaines, par le Directeur des Services Fiscaux. Nice) Rémunération annuelle à recevoir par la Sté des Hôtels de Concorde pour leur assistance: 60,000 Frs. Somme indexée, chaque année suivante.
Le 30 avril 1974, la Cour de cassation reconnaît que la preuve de la prétendue vente de l'Hôtel Martinez  à   M. Szkolnikoff n'a jamais été rapportée. La condamnation originale tombe.
Le 20 décembre 1975, les Domaines, toujours, commandent des travaux importants : 25 chambres modernisées et climatisées; façades sud et ouest de l'hôtel, repeintes ; installation de capteurs d'énergie pour l'eau chaude.
1976. Grâce à un emprunt, plus de 8 millions sont dépensés par les Domaines pour réfection des salles de bain de l'hôtel. Contrat passé, le 5 novembre 1976, devant Me A. Vouillon, notaire à Cannes, par M. L. Rome, Directeur des Services fiscaux, chargé du Domaine des Alpes-Maritimes, avec le Crédit National (M. A. Paviot) et la Caisse Centrale de Crédit Hôtelier Commercial et Industriel (M. R. de Cattelin). Chacun des préteurs s'engageant pour 50 % des 8 millions de francs.
Le 23 février 1977. Mme S. Martinez Kenny, héritière Martinez, devant Me G. Avalle, Huissier à Paris, notifie M. le Directeur des Services fiscaux des Alpes-Maritimes, Nice et la Sté des Grands Hôtels de Cannes : 
- d'un envoi en possession rendu par le Tribunal d'Instance de Paris 18e, en date du 19 mai 1976
- leur déclarant qu'en aucun cas, ils ne devront céder des parts, vendre des biens immobiliers et mobiliers ayant appartenu au de cujus M. Martinez Emmanuel, sans en référer à la requérante.

Le 28 février 1977. Les héritiers Martinez joignent par téléphone M. Asquier, Directeur général des Impôts à Nice. Ce dernier reconnaît avoir reçu l'exploit de Me Avalle. Il demande ce qu'ils vont faire.
Le 22 avril 1977. M. R. Cristini, Directeur Divisionnaire, D.G.I, Alpes-Maritimes, Division du Domaine, accuse réception à M. Ph. Kenny (héritier Martinez) de sa lettre du 13 avril. Il y sera répondu dans le meilleur délai possible.
Le 10 juin 1977. Direction Générale des Impôts au Directeur des Services fiscaux, Service des Domaines de Nice : « Comme suite à votre lettre visée en référence, j'ai l'honneur de vous faire connaitre qu'aucune action de la Sté des Grands Hôtels de Cannes, propriétaire de l'hôtel Martinez, n'a été appréhendée matériellement par mes services au domicile de M. Szkolnikoff. »
Le 7 juillet 1977. Confiscation Szkolnikoff. Décompte de la créance et des versements au 31 décembre 1976. Le Trésorier Principal.
- Confiscation:            19 040 000
- Amende:                  20 000 000
- Intérêts moratoires:    131 481 535,30
- Frais:                       703 512,70
- Total:                  171 225 048
- Versements:              43 088 517,73
- Reste dû au Trésor:     128 136 530,27 F.

Le 18 novembre 1977. Bordereau de situation du séquestre Szkolnikoff. "Le bordereau ne fait état d'aucun versement entre 1944 et 1956 et entre le 06 décembre 1963 et le 18 novembre 1977. L'État n'aurait donc en 27 ans et malgré la mise sous séquestre perçu aucune somme. (...) Hors le cahier des charges établi en vue de l'appel d'offres pour la vente de l'hôtel faisait état d'un chiffre d'affaires du palace estimé à 17 001 254,64 frs., entre le 01/11/1975 etle31/10/1976." (v. Commission rogatoire)
Le 4 février 1978, M. G. Cabanel, député de l'Isère, écrit à M. Bernard Lupp (plus jeune député de France) pour lui dire qu'il a officiellement prévenu le Médiateur, de "l'Affaire Martinez".
9 août 1978. Le Médiateur, M. A. Paquet, répond à M. B. Lupp, à propos de "l'Affaire Martinez".
Septembre 1979, le ministre du Budget, Maurice Papon demande à un rapporteur de présenter aux députés la proposition des Domaines de donner à l'État, par une dation, l'hôtel Martinez pour apurer le séquestre Szkolnikoff. M. V. Porelli, député communiste, présente Emmanuel Martinez comme " l'associé de Szkolnikoff. Les propriétaires qui ont collaboré avec les Nazis."
Le 12 novembre 1979. Assemblée nationale. Projet de loi de finances rectificatives pour 1979. Présenté au nom du gouvernement de Raymond Barre, par le Ministre du Budget Maurice Papon. "Exposé des motifs. Art. 7. - Mesures diverses relatives au domaine de l'État." : ... L'hôtel Martinez demeure le seul gage du Trésor pour le règlement du solde de la créance.
Or, pour des raisons tenant notamment au maintien de l'emploi des salariés de l'hôtel, il n'est pas opportun que ce bien soit aliéné dans la forme prévue pour la vente des biens des mineurs, ainsi qu'il est de règle pour les biens placés sous séquestre."
le 4 décembre 1979, au Journal officiel, Débats Parlementaires. Assemblée nationale. du 3 décembre. Loi des Finances rectificative pour 1979. Discussion projet de loi. "La parole est à M. V. Porelli: "... Concrètement l'article 7 se donne pour objectif la privatisation d'un hôtel qui a été incorporé au domaine public afin de sanctionner ses propriétaires, lesquels avaient collaboré avec les nazis pendant la seconde guerrière mondiale. Un tel projet intervient après que la famille de l'ex-propriétaire eut exigé à plusieurs reprises de retrouver la propriété de ce bien."
Le 21 décembre 1979, les députés votent une loi de finance rectificative - un cavalier budgétaire - qui créé une dation pour céder l'hôtel Martinez à l'État pour paiement de la dette du collaborateur notoire, M. Szkolnikoff, dont Martinez a été rendu solidaire à tort.
Le 19 mars 1980. Ambassade d'Italie. M. G.F. Pompéi à M. Victor Chapot, Chargé de mission auprès de  Valéry Giscard d'Estaing, Président de la République. Il décrit ce qu'il envoie dans ce courrier : « A) Dossier bleu, établi par ses soins personnels. Contient exactement ce qu'il a remis, le 29 septembre 1978 au Secrétaire Général du Quai d'Orsay (alors l'ambassadeur Sautou) et, avec son accord en janvier 1979 à M. Rouvillois, Directeur Général des Impôts. Il lui a déjà envoyé ce même dossier le 31 janvier 1979. B) Dossier orange. Il contient la liste des encaissements des Domaines - tout à fait insuffisante et limitée - ne constituant pas au surplus la reddition des comptes que le Tribunal de Grasse avait ordonné. (...) D) Sommation faite aux Domaines, devant le Tribunal de Grasse le 30 mars 1979 dans l'intérêt de Mme E. Martinez. J'ajoute que la somme de 5 millions de frs à titre gracieux (on nous a même dit comme subvention) a été offerte au cours d'une réunion qui s'est tenue au Quai d'Orsay, le 9 juin 1978, avec les représentants de mon ambassade, du Quai (Mmes Nicodème et d'Haussy, des Finances (Mme Diar). Cette somme, même si l'on voulait admettre le principe d'une indemnisation nous a paru absolument inadéquate. Je tiens beaucoup à cette affaire, qui à mes yeux fait beaucoup de tort à la France et qui a été mentionnée (aide mémoire au Premier Ministre) lors de la dernière visite en France du Président Cossiga. Je suis prêt à venir en parler avec vous, quand vous voudrez. Signé: Gian Franco Pompéi, Ambassadeur d'Italie en France. » (nda. voir aussi, présentés par l'Ambassade d'Italie : « Résumé de l'Affaire Martinez » et « Chronologie Affaire Martinez ».)
Le 9 juillet 1980 à fin août 1980, distribution de 75 "cahiers des charges" pour la vente du Martinez. Le dépouillement se déroule le 30 septembre 1980.
Le 24 avril 1981, vente du Martinez. Acte passé devant le Préfet des Alpes-Maritimes, et M. Ch. Pierre, Directeurs des Services Fiscaux des A.M. - le Vendeur -, et M. J.M. Taittinger, PDG de la Sté Hôtelière Martinez Concorde (constituée le 2 mars 1981, Nice) - L'Acquéreur. "...
chapitre 3. Disposition commune. "Bien entendu, le vendeur fait son affaire personnelle des recours éventuels qui pourraient être exercés par d'anciens propriétaires et/ou créanciers de l'hôtel Martinez concernant son droit de propriété. ... Le Martinez est vendu pour un montant de 65 millions de francs.
Le 7 août 1981, décret paru au Journal officiel (page 7147), autorisant la vente du Martinez à la Société hôtelière Martinez Concorde et signé par le Premier ministre Pierre Mauroy.
Le 20 décembre 1984, le Tribunal de grande instance de Nice fixe la valeur de l'hôtel Martinez à 140 millions de francs ("Indemnité d'expropriation calculée sur le seul terrain à bâtir, après démolition des constructions et déduction faite du coût de cette démolition, alors que l'hôtel n'a jamais eu vocation à être détruit, puisque le cahier des charges imposait à l'acquéreur de conserver les immeubles dans leur consistance actuelle". "Le Trésor public impute: 15 563 225 Frs au principal, le reste aux intérêts moratoires." v. Commission Rogatoire.)
Le 6 janvier 1987, Cour d'Aix-en-Provence. Mme veuve E. Martinez c/Domaines - séquestre des biens de la SGHC. La cour affirme : "que si les biens de la S.G.H.C. ont été attribués en pleine propriété à l'État par la loi du 21 décembre 1979, il n'en est rien ce qui concerne ses biens, notamment les actions détenues par celui-ci." Dans même arrêt, la Cour ordonne la reddition des comptes liés à la créance Szkolnikoff.
Le 30 juin 1989. Bordereau de situation du séquestre Szkolnikoff. "... Le Trésor public a recouvré au titre des intérêts moratoires la somme de 167 606 399,86 frs alors que les intérêts ne s'élevaient qu'à 100 909 002,23 frs." (v. Commission rogatoire)
Le 15 mai 1991. Affaire Szkolnikoff. Décompte des Intérêts moratoires, certifié exact. Le Trésorier Principal des Finances du 16e arrondissement, 2e division de Paris. Mme Durandeau.
- Août 1947 à février 1961: 61 337 000 F
- Mars 1961 à juin 1989: 120 572 882.2 F
- Total: 181 909 882.23 F.

Il est à noter que les intérêts moratoires continuent de courir sur la base annuelle de 2 888 020,92 F depuis le 1er juillet 1989.
Il est à noter que la vente de l'hôtel Martinez a pratiquement tout payé.
Le 13 juin 1991, réunion organisée au ministère des Affaires étrangères, au quai d'Orsay où sont présents : le Professeur Ferrari Bravo, Chef du contentieux diplomatique à l'ambassade d'Italie, assisté de M. M. Gramenos; directeur du Contentieux des Affaires étrangères, M. Muissochet ; ministre des Finances; Directeur du Cabinet du ministre, M. Thomas. Et pour la S.G.H.C., son président, M. Forte. Après examen du dossier, il est prévu une seconde réunion en octobre. La nouvelle réunion n'aura jamais lieu. (v. Me Pitti-Ferrandi. Avocat de l'ambassade d'Italie et de la S.G.H.C..)
Le 24 juin 1991, M. J. Favier, Directeur Général des Archives de France, Ministère de la Culture, à M. Ph. Kenny: " ... les archives des dossiers qu'il a traitées (Conseil Supérieur de confiscation des profits illicites) sont en revanche soumises au délai de consultation de 100 ans prévu par la loi pour les documents judiciaires que le Ministère des Finances entend voir strictement respecter pour ce type de dossier, refusant en conséquence toute demande de dérogation. ..."
Le 22 novembre 1993. Direction Générale des Impôts. M. G. Picard, sous-directeur. à Me S. Benhamou, avocat des héritiers Martinez. "... Je puis néanmoins vous indiquez qu'aucune décision concernant les actionnaires de la S.G.H.C., n'a été prise à l'issue de la réunion franco-italienne qui s'est tenue à Paris, au sujet du séquestre, le 13 juin 1991, sous la présidence d'un représentant du Ministère des Affaires Etrangères."
Le 5 octobre 1995. Direction Générale des Impôts. M. P.C.Charlot, Directeur départemental, Chargé du Bureau III A 3. à Me Turbil Benhamou, Avocat héritière Martinez. "Vous me demandez un entretien auprès du service chargé du Domaine afin d'exposer la situation successorale de Mme Kenny (nda. Héritière Martinez) à la suite du jugement rendu le 12 mars 1991 par le TGI de Paris. (nda. filiation)
- .. En présence d'un litige d'ordre privé, l'Administration des domaines, simple séquestre des biens de la sté des grands hôtels de Cannes, n'est pas qualifiée, à ce titre, pour prendre parti sur la dévolution successorale de M. Martinez."

Le 24 octobre 1995. Me N. Turbil-Benhamou, avocat de Mme Kenny (héritière d'Emmanuel Martinez) à M. Charlot, D.G.I., Service des opérations fiscales et financières. Bercy. "... J'ai en effet bonne conscience que l'Administration des domaines ne peut intervenir directement dans la dévolution successorale de ma cliente, Madame veuve Kenny. Cependant, par l'intermédiaire de mon huissier, je vais vous faire délivrer, en suite de ma précédente opposition qui vous a été signifiée le 17/12/86, une nouvelle opposition en vertu de la décision rendue par la Cour de Cassation le 14/02/95, rejetant le pourvoi formé par Mme veuve Martinez, en suite de l'arrêt rendu par la Cour de Paris du 10/07/92."
Le 11 décembre 1995. Direction Nationale d'Interventions Domaniales, rue Scribe, Paris. Séquestres. Affaire suivie par M. B. Botte. Séquestre Sté des Grands Hôtels de Cannes. M. Botte répond à lettre du 2 novembre de Ph. Kenny : " ... je vous précise toutefois que attache prise de mon Administration Centrale, celle-ci m'a prié de lui transmettre votre courrier. ... et vous prie en conséquence de noter que votre interlocuteur est: 
Direction Général des Impôts,
Service des Opérations Fiscales et Foncières
Sous-Direction III A - Bureau III A
86-92 Allée de Bercy. Paris
Le 7 février 1996, courrier de M. J. Foccart, Présidence de la République adressé à M. A. Benmakhlouf, Directeur de Cabinet du Garde des Sceaux. Ministre de la Justice. Dans sa lettre, M. Foccart parle : "du "Martinez", géré par les Domaines puis donné en dation à l'État qui l'a vendu, dans des conditions peu orthodoxes, en 1981,à la chaîne Concorde. ... Je ne sais pas ce qui peut-être fait dans cette affaire. Peut-être simplement veiller à ce que justice soit rendue, tant il apparaît que l'administration a eu par le passé un comportement peu clair."
Le 28 février 1996. Courrier du général Ph. Capodanno, Présidence de la République à M. R. Blanchet (beau-père d'un héritier Martinez. Décédé.) Dans sa lettre, le Général lui précise que le dossier de l'hôtel Martinez a été transmis à M. Benmakhlouf. ... Le Commissaire-Colonel que je connais au Cabinet du Ministre de la Défense m'a dissuadé d'intervenir directement auprès du Service des Domaines qui est fortement impliqué dans cette affaire."
Le 19 mars 1998. Ministère de la Justice. Direction des Affaires civiles. Service des Requêtes, Place Vendôme, Paris. M. Z.H. Sebakhi répond à la lettre de Ph. Kenny : " Vous avez bien voulu appeler l'attention de Madame la Ministre de la Justice Garde des Sceaux sur votre situation. Après examen attentif de votre requête, il apparaît que celle-ci relève de la compétence de M. le Procureur Général près la Cour d'Appel d'Aix-En-Provence, ..."
1999. Rapport "Étude de l'apurement des sommes dues au Trésor au titre de la confiscation et des séquestres  - Affaire Szkolnikoff et solidaires." par M. J.P. Jacquart, expert judiciaire, Commissaire aux comptes des sociétés près la Cour d'Aix-en-Provence. Il évalue le trop-perçu par l’état à 91 143 591,76 frs.
M. Jacquart conclut : " Même s'il devait être pris pour bon, le décompte présenté par Mr. le Trésorier du 16e arrondt., il ne fait aucun doute que le Ruhl (jusqu'au 02 avril 1963) et le Martinez (jusqu'en 1979) ont d'ores et déjà à eux seuls pu générer un revenu minimum qui ne saurait être inférieur à 5 000 000frs par an, non pris dans le décompte. En définitive, il ressort de manière quasi mathématique que l'hôtel Martinez devait être restitué à son propriétaire au plus tard en 1968, comme n'avait pas manqué de le souligner la Direction des Impôts et le ministre des Finances Michel Debré."
Le 2 mai 2003. Les héritiers Martinez gagnent devant le Tribunal de grande instance de Paris. La Société Hôtelière Martinez Concorde perd le droit de se servir du patronyme Martinez comme enseigne et raison sociale. La marque "Le Restaurant Martinez" est annulée. Mais les héritiers perdent en appel puis en cassation.
Juillet 2005, la famille Taittinger vend le Groupe du Louvre, propriétaire, entre autres de l'hôtel Martinez, au groupe d'investissement américain Starwood Capital.
Le 17 septembre 2007. Bordereau de situation. Affaire Szkolnikow Mendel dit Michel et solidaires. Situation de recouvrement arrêté à la date du 31 août 2007. Demandé par Mme S. Martinez Kenny - unique héritière Martinez. Envoyé par le Comptable du Trésor public, M. P. Andlauer, Trésorier Principal. Montant de la créance à recouvrer par l'État : "Confiscation: 2 692 412,34 € ; Amende: 976 553,96 € ; Intérêts moratoires: 10 178 897,71 €. Total au 31 août 2007: 13 847 864,01 € (v. Commission rogatoire). Étant entendu, que depuis cette date les "intérêts moratoires" augmentent automatiquement chaque année d'un montant de 440 275 €.
Le 17 octobre 2008, les héritiers Martinez portent plainte contre X avec constitution de partie civile, pour faux en écriture publique, usage de faux, escroquerie, recel, devant le Tribunal de grande instance de Paris.
Le 29 mai 2009. Le juge d'instruction, Mme B. Jolivet, donne commission rogatoire à M. le Sous directeur, A.E.F., Préfecture de Police, Paris 75013, de procéder à l'audition de tous témoins, perquisitions et saisies, etc.
Le 8 avril 2009. Mme B. Jolivet relance le Sous directeur de l'A.E.F., n'ayant toujours rien reçu à ce jour.
Le 31 janvier 2011. Le nouveau juge d'instruction, Mme. C. Hildenbrandt, relance le Sous directeur de l'A.E.F., en lui rappelant ses deux premières demandes, avec délai d'exécution fixé à la date du 15 novembre 2009.
Le 1er février 2011. Pierre Zeghmar, avocat au barreau de Marseille, dépose une instance en revendication de propriété devant le TGI de Grasses. Cette procédure est toujours pendante devant ce même tribunal.
Le 8 juin 2012. Le Procureur de la République requiert qu'il plaise à Mme le juge d'instruction dire n'y avoir lieu à suivre en l'état contre quiconque des chefs susvisés.
Les 1er et 5 février 2013. Starwood Capital Investment LLC vend sa filiale Groupe du Louvre- qui est propriétaire de 4 palaces, dont l'Hôtel Martinez, à Cannes -  au groupe "Constellation Hotel Holding Ltd", une filiale du groupe Qatar Holding Investment." M. Zaki El Guiziri, co-Chief Executive de Constellation Hotel Holding, confirme que la chaîne américaine Hyatt Hotels Corporation, présidé par M. M. Hoplamazians, a été choisie pour gérer le Martinez, qui s’appellera dorénavant le Grand Hyatt Cannes hôtel Martinez.

## Presse
Le 20 mai 1949. Le Progrès. Lyon. "La Cour de Justice répare une erreur judiciaire."
8 février 1980 Le Journal du dimanche, France Soir. "Maurice Papon devient patron du "Martinez"
28 juillet 1980. Nouvel Économiste. Hôtellerie. "Qui pourra s'offrir le Martinez?"
17 décembre 1981. Nice-Matin. "L'Hôtel Martinez vendu à la Chaîne Concorde."
4 janvier 1982. Nice Matin. "Après des décennies d'imbroglios juridiques le "Martinez" appartient officiellement à la chaîne "Concorde".
18 dicembre 1985. Il Giornale. Italie. "Affaire Martinez, una lunga truffa di Stato."
Novembre 1986. Éclaireur de Nice. "Plus de 140 millions de frs d'indemnités aux héritiers expropriés de l'hôtel Martinez"
18 octobre 1998. Nice-Matin. Article "Au nom de la famille".
5 septembre 1998. Le Point. "Cannes. La bataille pour l'hôtel Martinez."
10 novembre 1998. Le Parisien. Côte d'Azur. "Le Martinez risque de coûter cher au contribuable."
16 août 1999. The New York Times. International."Riviera intrigues, with everyone but Claude Rains."
18 août 1999. International Herald Tribune. "Restoring a name."
15 novembre 1999. La Vanguardia. Barcelone. " El orgullo de los Martinez".
13 mai 2010. Le Nouvel Observateur. "Les Fantômes du Martinez".
8 mai 2011. Le Parisien. "Qui veut acheter le Martinez?"
26 mai 2011. Nice Matin. "L'héritière du Martinez veut le palace et 130 M€"
10 octobre 2011. La Croix. "Deux retraités de Marseille réclament leur part du "Martinez".
14 février 2012. La Croix. "Suzanne Martinez-Kenny, un si long combat."
14 février 2012. Le Figaro. "Cannes. À qui appartient l'hôtel Martinez."
25 janvier 2014. Marianne. "Juifs et Collabos sous la Collaboration"
28 janvier 2014. Paris-Match. "L'État nous a volé notre palace."
29 janvier 2014. Radio Europe1. "Szkolnikoff. Le plus grand trafiquant de l'Occupation."
7 février 2014. Historiquement Show. M. Field. "Livre P. Abramovici. Szkolnikoff. Le plus grand trafiquant de l'Occupation."
23 février 2014. Mediapart. "L'hôtel Martinez et l'État gangster." 
12 décembre 2015. Marianne. " A 91 ans, l'héritière de l'hôtel Martinez demande justice à l'Etat " 
17 avril 2018. Nice-Matin, « Un document relance l'espoir des héritiers du palace Martinez qui s'estiment spoliés »   et « Faste, crise puis retour en grâce... L'incroyable saga du Martinez », sur Nice-Matin, 17 avril 2018 